# Svart majbagge
Svart majbagge (Meloe proscarabaeus) är en skalbaggsart som beskrevs av Carl von Linné 1758. Svart majbagge ingår i släktet Meloe, och familjen oljebaggar. Enligt den finländska rödlistan är arten starkt hotad i Finland. Enligt den svenska rödlistan är arten sårbar i Sverige. Arten förekommer i Götaland, Gotland och Öland. Arten har tidigare förekommit i Svealand men är numera lokalt utdöd. Artens livsmiljö är åsmoskogar.

## Bildgalleri

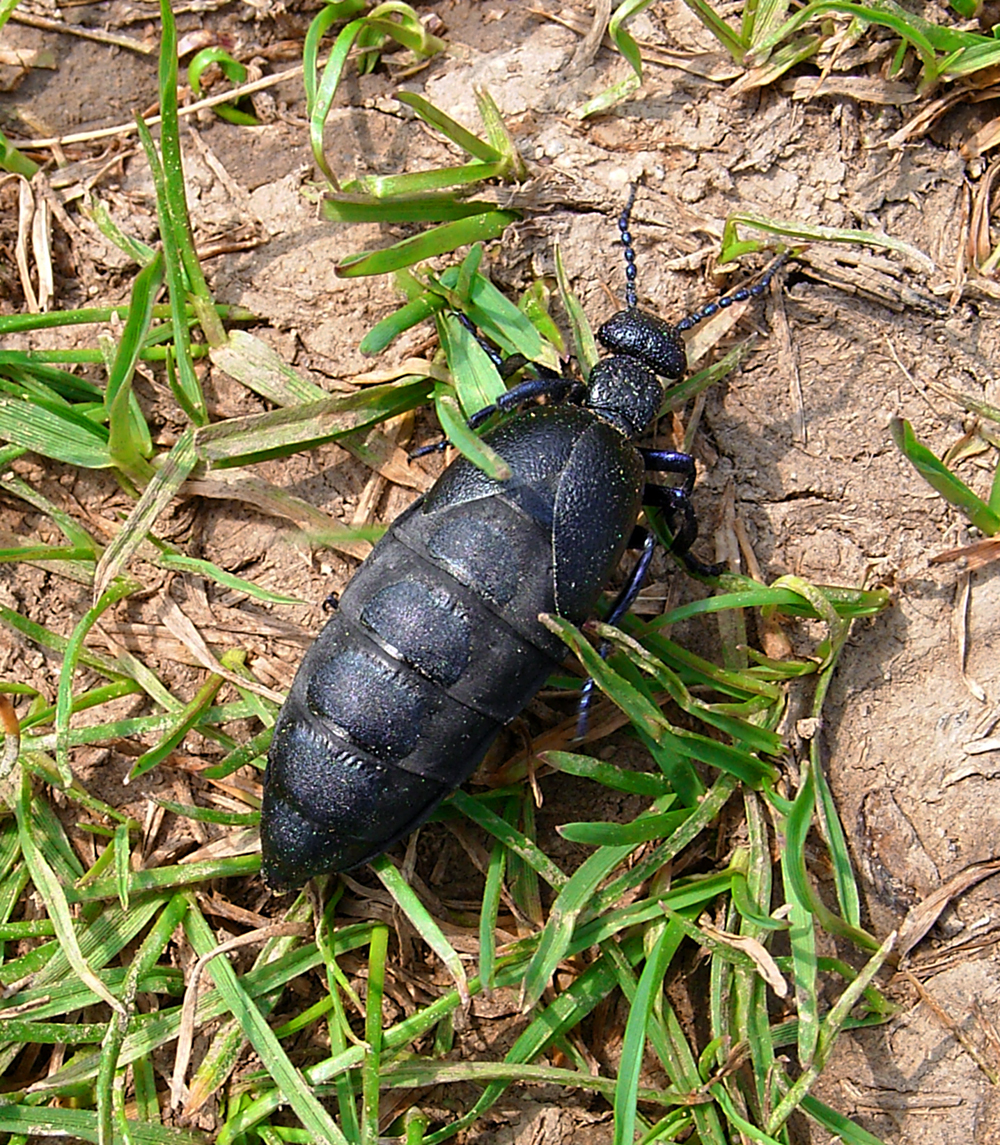
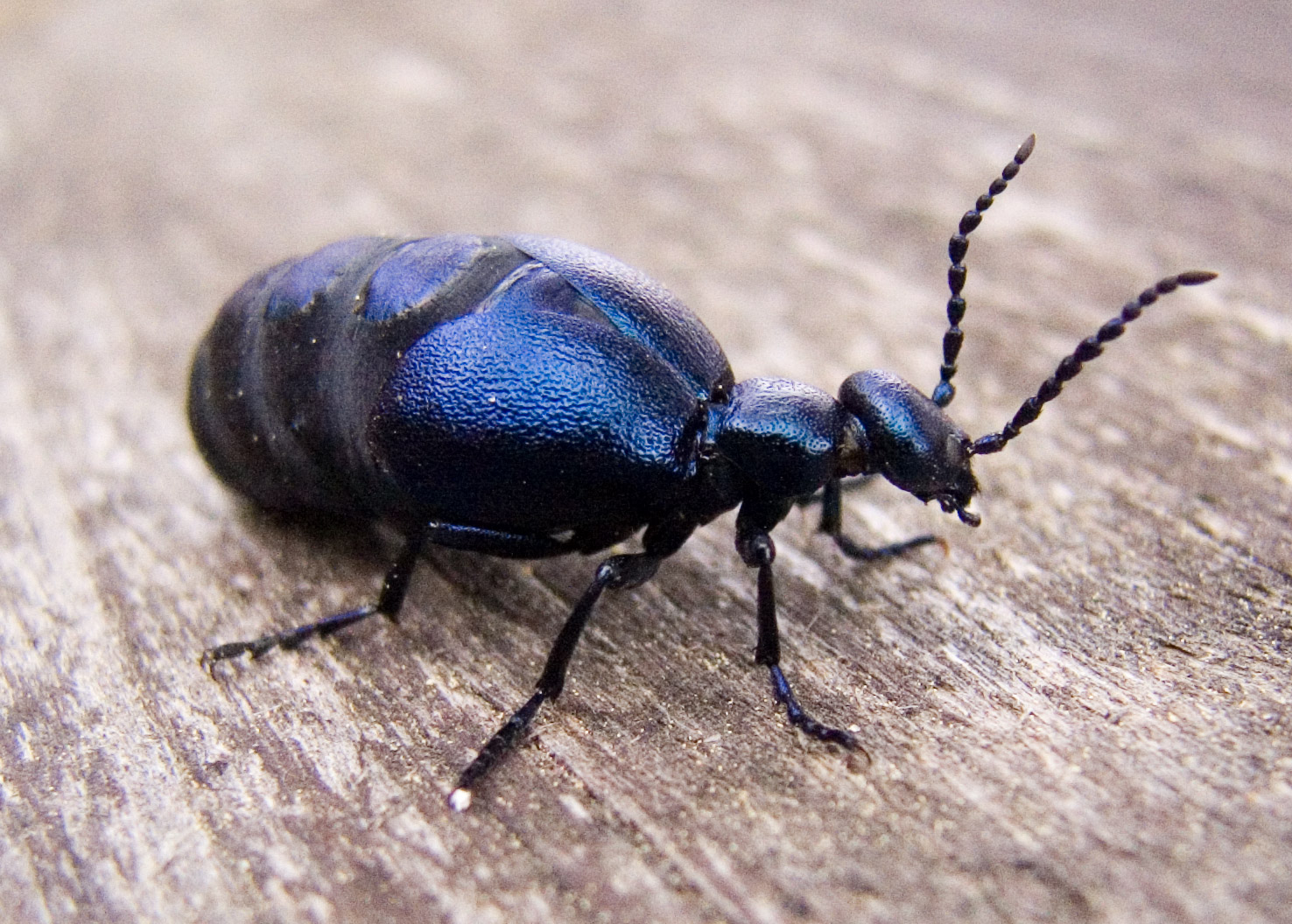
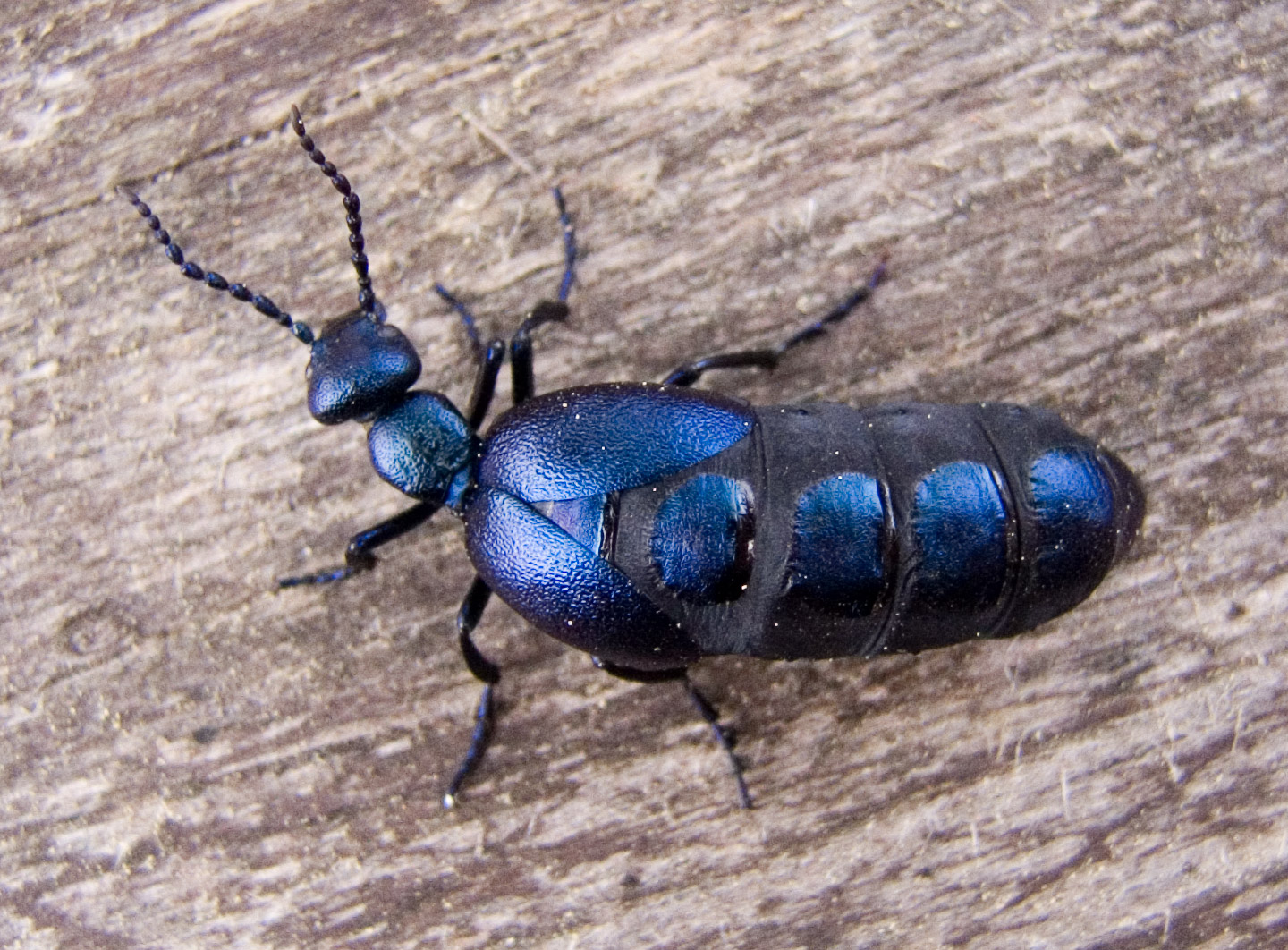
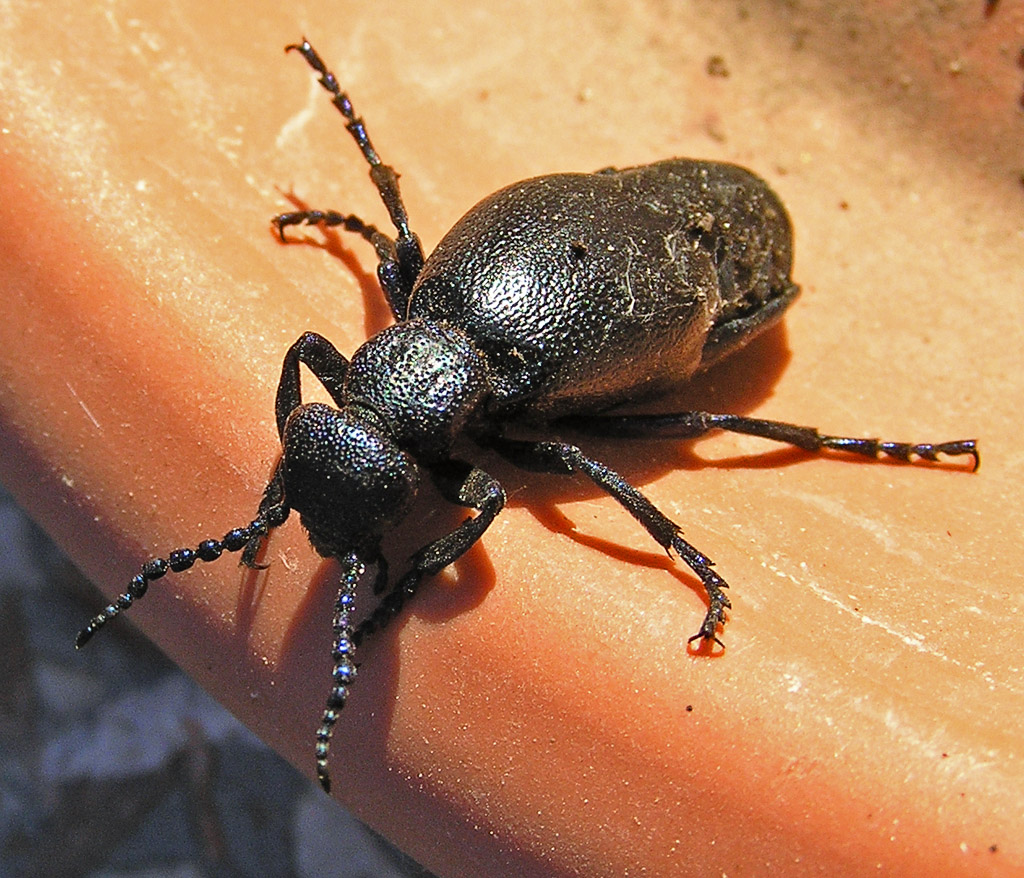
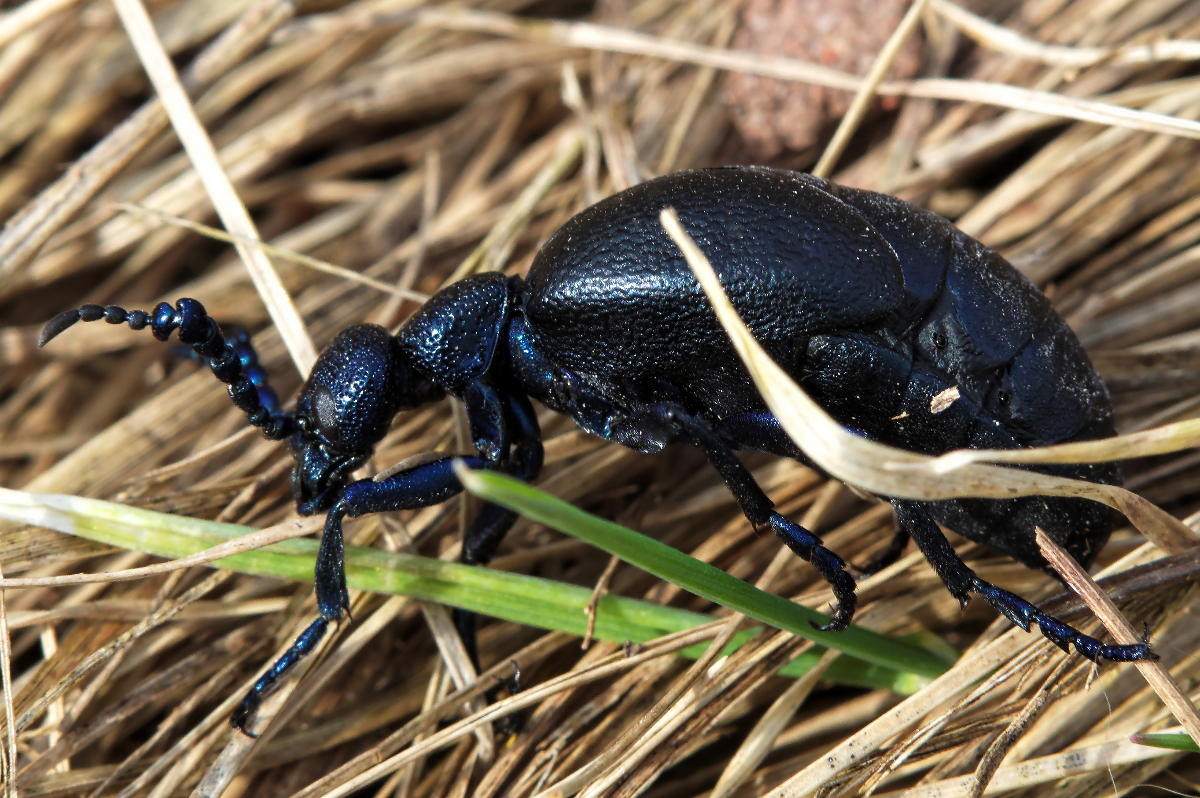
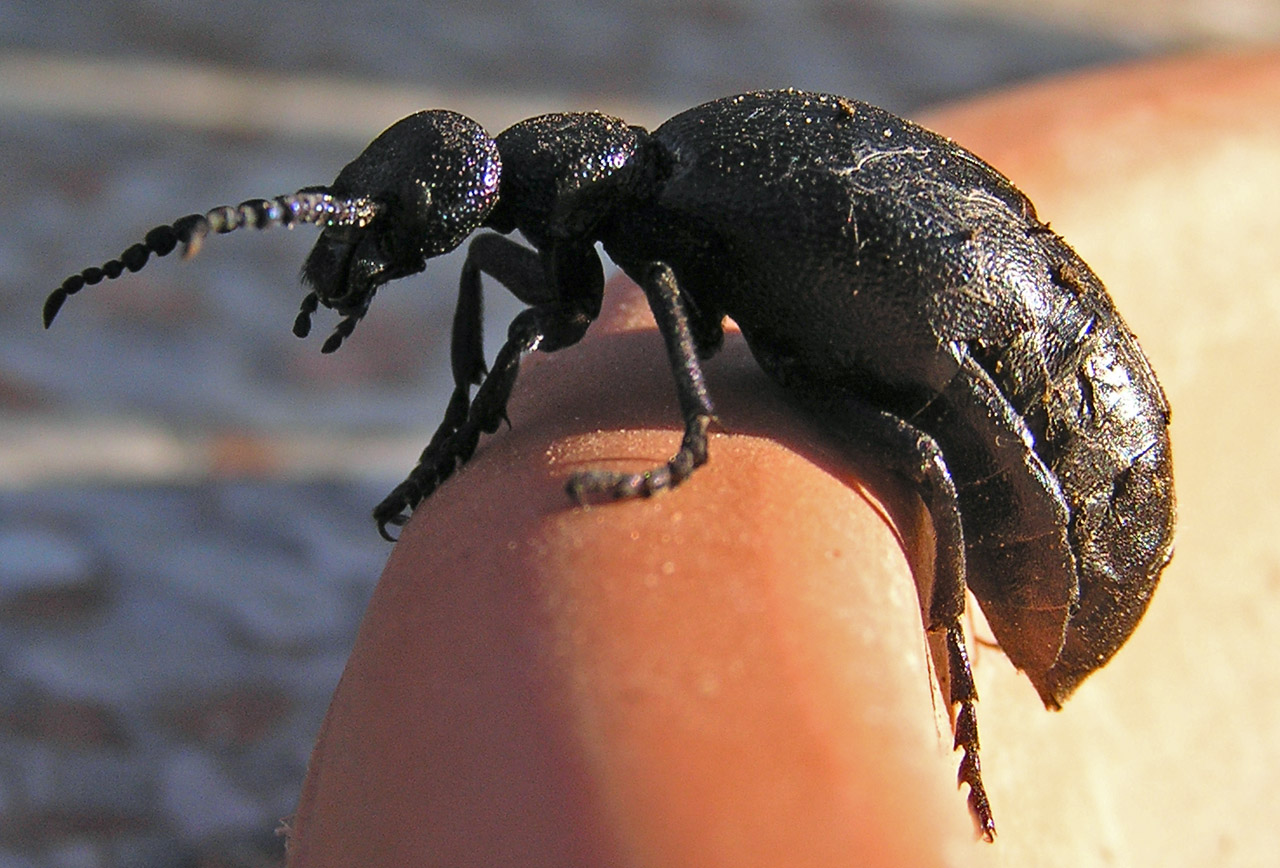